# Pithecopus ayeaye
Pithecopus ayeaye és una especie de gripau de la família dels hílids. Va ser descrit per Bertha Lutz el 1966.
Va ser reclassificat el 1968 com a Phyllomedusa ayeaye i el 2006 com a Phyllomedusa itacolomi. El 2016 va recuperar el seu nom d'origen en la categoria dels Pithecopus.
És una granota molt rara. s'ha trobat en zones de transició entre el típic cerrado i el bosc secundari semidecídu. Es presenta en zones obertes en arbustos prop d'estanys. Les femelles ponen a les fulles per sobre de l'aigua corrent, i quan es desclouen els capgrossos cauen a l'aigua.

## Distribució
Viu al sud-oest de l'estat de Minas Gerais i zona fronterera adjacent de São Paulo al Brasil.
Només se l'ha observat en una àrea molt restringidia. Hi perd hàbitat per mineria i incendis forestals, així com per la contaminació de l'aigua per activitats mineres. A la Llista Vermella de la UICN és classificada en la categoria en perill crític d'extinció.